# Ruyi des neiges
Le Ruyi des neiges (en chinois : 雪如意国家跳台滑雪中心), le centre national de saut à ski de la Chine, est un ensemble de tremplins de saut à ski situé à Taizicheng à 1700 m d'altitude dans le district de Chongli, à 63 km à l'est de la ville de Zhangjiakou dans le Hebei.

## Origines et planification
Le 31 juillet 2015, il a été annoncé que les Jeux olympiques d'hiver 2022 se tiendraient à Pékin. Le comité d'organisation a prévu de tenir les compétitions de sports de neige dans la région de Zhangjiakou, située à 180 km au nord-est de Pékin. Les tremplins sont intégrés au centre de ski nordique et de biathlon de Guyangshu à l'est de la station de Taizicheng. Le coût des tremplins de saut à ski olympiques était initialement estimé à plus de 60 millions de dollars américains.

## Phase de construction
La construction a commencé en 2017 et devait initialement se terminer en 2019. En raison de l'emplacement des tremplins dans une combe, la construction a pris du retard[pas clair] [réf. nécessaire]. Les tremplins de ski ont finalement été achevés en novembre 2020. La cérémonie d'inauguration officielle a eu lieu le 21 décembre 2020 et le président Xi Jinping s'y est rendu le 19 janvier 2021.

## Utilisation
Les premières grandes compétitions auraient dû être des épreuves de la coupe du monde de saut à ski 2020-2021 , prévues pour se dérouler de nuit les 13 et 14 février 2021. Elles ont toutefois dû être annulées en raison de la pandémie de COVID-19. La Coupe continentale de saut à ski, qui devait avoir lieu en janvier 2021, a également été annulée. Après les Jeux olympiques, les tremplins serviront de centre d'entraînement national.

## Nom
La forme du tremplin rappelle celle d'un sceptre de Ruyi (de), qui est une sorte de talisman chinois. C'est pourquoi l'installation a été baptisée «Ruyi des neiges».

## Structure
La zone de saut à ski se compose de deux tremplins. Le plus grand a un point K de 125 mètres et une taille HS de 140 m. Le plus petit a un point K de 95 et un HS de 106 m. Les deux tremplins sont couverts de nattes qui permettent un usage "quatre saisons". Le stade qui les entoure a une capacité de 10 000 spectateurs.
À son sommet, il comporte une plate-forme d'observation circulaire de 40 mètres de haut et de 80 mètres de diamètre avec un restaurant panoramique.